# Bathorë
Bathorë is een plaats in de deelgemeente Kamëz van de Albanese stad (bashkia) Kamëz.  In Bathorë wonen zo'n 20.000 mensen. Bathorë is een sloppenwijk, met slechte voorzieningen en geïmproviseerde woningen. Er wordt aan de verbetering van de wijk gewerkt.

## Ontstaan
Het gebied dat nu Bathorë is was oorspronkelijk een staatsboerderij die onder het communistische regime van Enver Hoxha was opgezet. Na de val van het communisme kwam de boerderij leeg te staan. Zoals overal in Albanië verarmde het platteland, maar omdat Kamëz en de staatsboerderij te Bathorë dicht bij de hoofdstad lagen, was er in plaats van leegloop een dramatische toename van de bevolking. De boerderij, de schuurtjes en landarbeiderswoningen raakten hierdoor weer permanent bewoond en de open stukken werden in korte tijd gebouwd met nieuwe woningen. Een riolering was er echter niet, noch andere moderne voorzieningen.

## Sloppenwijk
Aan het begin van de 21e eeuw stond Bathorë in heel Albanië bekend als de grootste en ellendigste sloppenwijk van het land. De grote structurele problemen in Albanië werden internationaal echter nog weinig opgemerkt. De oorlog in Kosovo en de vluchtelingenstroom die hier het gevolg van was veranderden dat en brachten de schrijnende toestanden in Albanië, met name in Bathorë, aan het licht. Er kwam een hulpprogramma op gang dat de situatie moest verbeteren.

## Modernisering
Hoewel Bathorë nog steeds een sloppenwijk genoemd kan worden, is er aan de voorzieningen al veel verbeterd. Er is een gezondheidscentrum, er is onderwijs, en aan riolering en schoon drinkwater wordt gewerkt. Ook worden nieuwe huizen gebouwd en worden krotten afgebroken. Uiteindelijk moet Bathorë een normale stadswijk van de stad (bashkia) Kamëz worden en gaan functioneren als voorstad van Tirana.

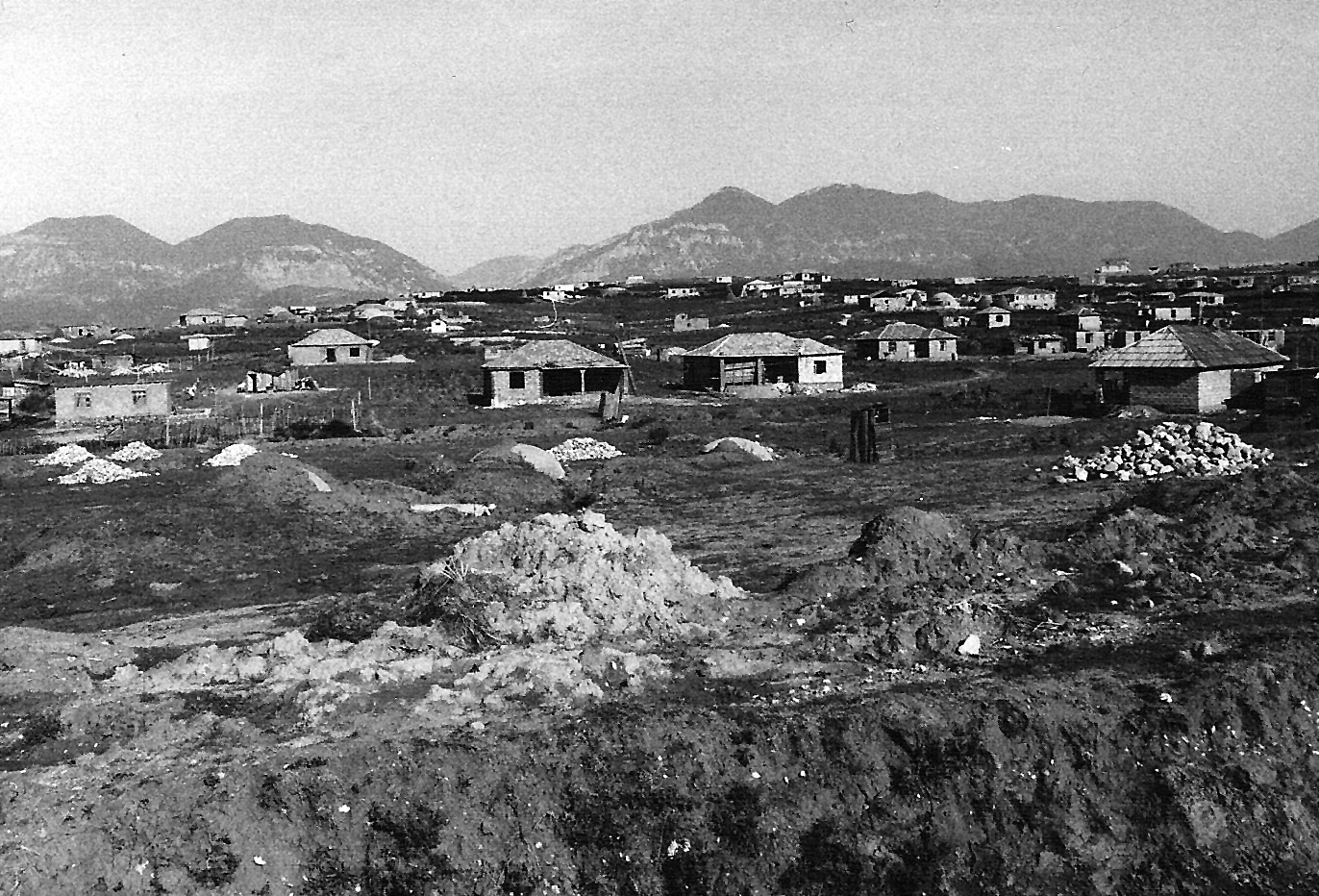
Bathorë in 1994
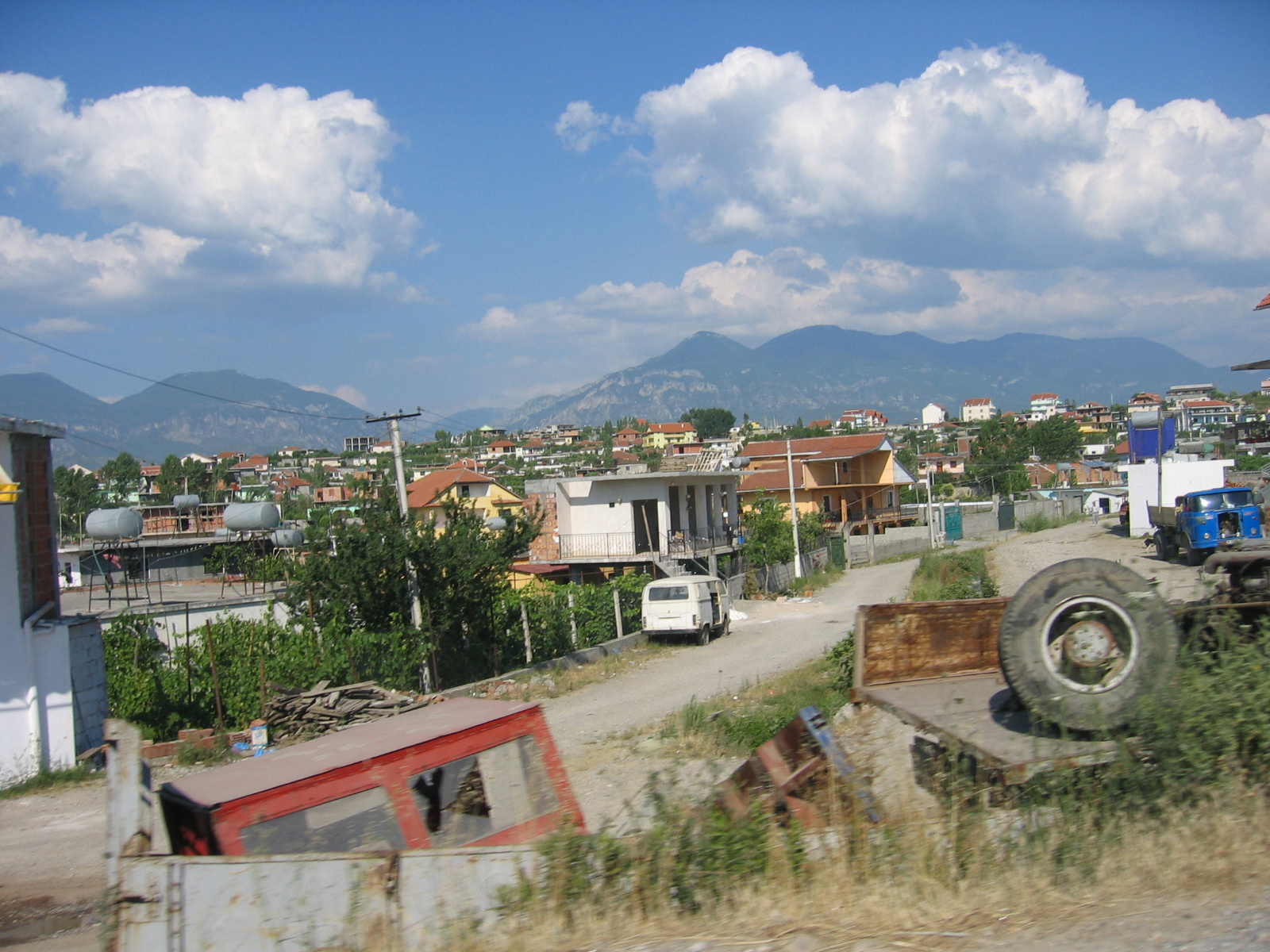
Bathorë in 2006